# Virpazar
Virpazar (in montenegrino cirillico Вирпазар) è un centro abitato del Montenegro, compreso nel comune di Antivari. È situata nella regione Crmnica, sul lago di Scutari, ed è servita dalla stazione di Virpazar che si trova sulla tratta Belgrado-Antivari.